# Aglaia forbesii
Aglaia forbesii là một loài thực vật]] thuộc họ Meliaceae. Loài này có ở Brunei, Indonesia, Malaysia, Myanma, và Thái Lan.